# ماكس جراف
ماكس جراف (بالألمانية: Max Graf)‏ هو ملحن وكاتب نمساوي، ولد في 1 أكتوبر 1873 في فيينا في النمسا، وتوفي بنفس المكان في 24 يونيو 1958.

## وصلات خارجية
- ماكس جراف على موقع مونزينجر (الألمانية)
- ماكس جراف على موقع ميوزك برينز (الإنجليزية)
- ماكس جراف على موقع أول ميوزيك (الإنجليزية)
- ماكس جراف على موقع ديسكوغز (الإنجليزية)